# SG Reichsbahn Wien
SG Reichsbahn Wien was een Oostenrijkse voetbalclub uit de hoofdstad Wenen.
De club werd in 1939 opgericht. Oorspronkelijk waren er twee clubs, Reichsbahn I en Reichsbahn IV die in 1942 fusioneerden. Reichsbahn I werd kampioen in de 1. Klasse Wien A, terwijl Reichsbahn IV vicekampioen werd achter WAC in de klasse B. Reichsbahn I plaatste zich voor de eindronde om te promoveren fusioneerde hiervoor met Reichsbahn IV en trad als SG Reichsbahn aan in de eindronde en promoveerde samen met WAC. In de hoogste klasse (Gauliga Ostmark) werd de club gedeeld achtste met SC Wacker Wien en moest een testwedstrijd spelen en verloor die waardoor de club degradeerde. In het volgende seizoen werd de club derde en in 1945 stond de club op een tweede plaats met één punt achterstand op Landstraßer AC toen de competitie werd afgebroken door de Tweede Wereldoorlog.
In 1946 zou de club terug mogen aantreden in de tweede klasse maar die plaats werd ingenomen door officieuze opvolger ESV Ostbahn IX Wien, die tot 1934 al actief was in het kampioenschap maar dan opgeheven werd. Alle clubs met de naam Reichsbahn werden opgeheven. 
Naast Reichsbahn I en IV speelden ook de Weense clubs SG Reichsbahn II en SG Reichsbahn VI ten minste in de tweede klasse.